# Старо село (област Силистра)
Вижте пояснителната страница за други населени места с името Старо село.
Старо село е село в Североизточна България. То се намира в община Тутракан, област Силистра.

## География
Старо село се намира в Дунавската равнина, на 5 километра от река Дунав, в долината на някогашната Стара река. Реката е пресъхнала, но археоложки разкопки доказват, че по нея някога са плавали кораби. Селото е заобиколено от всички страни с гъсти гори. В Старо село има не повече от 1000 постоянни жители, които се занимават със земеделие, животновъдство и зеленчукопроизводство.

## История
Жителите на селото са част от старото местно население на Североизточна България – етнографската група хърцои. Те са православни българи. Запазен е обредният фолклор по Коледа, обредите с маскиране Кукове, описани още от етнографа Димитър Маринов. Част от жителите са потомци на преселници от Еленския Балкан. Селището датира от преди 2000 години. Разположено е на пресъхналата в долното си течение река Царацар (Демир баба, Крапинец). В периода 1913-1916 и 1919-1940 г. е под румънско владичество – наблизо е минавала границата със Свободна България. В селото има само българи християни.
Читалище със силно развита концертна дейност на съставите за изворен фолклор.
Добре се поддържа голямата читалищна сграда, чиято библиотека може да се похвали с богат книжен фонд.

## Културни и природни забележителности
В околността на селото има голяма гора наречена „Боблата“. Местността „Кулвала“ е известна с особено жестокото убийство на 26 староселци от румънските окупационни власти. Всяка година на 4 юли се отслужва панихида в памет на загиналите староселци. На това място има паметник, издигнат в памет на загиналите по време на румънската окупация.
В центъра на селото има издигнат паметник на „Плачещата майка“, който символизира образа на майка, която оплаква чадата си.
Има още една местност в горите на Старо село, която се нарича „Маразлък'а“, което значи „лошотия, болест“. Легендата гласи, че по време на османската власт Мара е била най-хубавата мома в селото. Един ден, когато Мара била с майка си на нива, от някъде се появили двама турци. Те изнасилили момата пред майка ѝ. След това и отрязали главата. Майката сложила чедото си в каруцата и с огромна мъка го занесла в селото. От този ден местността се казва „Маразлък'а“.
В землището на селото се намира също и резервата „Калимок-Бръшлен“, като най-голям дял от резервата има в землището на Старо село. В него има множество рядко срещани птици и животни, много от които са записани в червената книга на България.

## Редовни събития
Сборът на селото е в първата събота и неделя от месец септември. Традициите в Старо село са живи и до днес. В него се празнуват празниците Коледуване, Лазаруване, Цветница, а в началото на седмицата на Сирни заговезни, кукери обикалят селото, за да прогонват злите духове.

## Личности
- Росица Стаменова – заслужил майстор на спорта, капитан на националния отбор по лека атлетика през 80-те, участник в множество европейски и световни първенства на дисциплина 400 м.
- Стефан Иванов Петров – Член на Висшия съдебен съвет
- д-р Валерия Калева – Доктор на медицинските науки